# ليون مانلي
ليون مانلي (بالإنجليزية: Leon Manley)‏ هو لاعب كرة قدم أمريكية ومدرب رياضي أمريكي، ولد في 20 مايو 1926 في هوليس في الولايات المتحدة، وتوفي في 13 مارس 2010 في أوستن في الولايات المتحدة.

## وصلات خارجية
- ليون مانلي على موقع مرجع كرة القدم المحترفة.كوم (الإنجليزية)